# 極真奨学会
一般財団法人極真奨学会（いっぱんざいだんほうじんきょくしんしょうがくかい、Kyokushin Shogakukai Foundation）は、1942年（昭和17年）1月に設立された財団法人の運営権を大山倍達が取得し、1964年（昭和39年）4月に設立された国際空手道連盟 極真会館の竣工と同時に発足された財団。通称は極真財団。

## 目的と事業の概略
主に経済的理由により修学が困難な学生に対し、奨学援護を行ない、人材を育成する事を目的とする（詳しくは「団体基本情報」を参照）。

## 概要
1964年4月、国際空手道連盟極真会館を設立。同年6月に本部道場（極真会館総本部）の工事が着工。同年11月竣工。
1994年4月26日、極真会館の創始者・大山倍達が逝去。
翌々日の密葬の際に、梅田嘉明審議委員長が「遺言により大山総裁は松井章圭を後継として指名されている」と発表した。
同年5月、梅田を極真奨学会の理事長、盧山初雄を最高顧問・主席師範、そして松井章圭を館長とし、新体制が発足した。
2002年、梅田が松井のもとを去ると、盧山をはじめ関東本部長を務めていた廣重毅らも去り、同年12月に盧山は、極真空手道連盟極真館を設立し、館長に就任。その後、大山総裁が遺された唯一の公益法人である財団法人極真奨学会を梅田と一緒に復活させた。
2006年5月、極真会館松井派の石川県支部長だった浜井識安が松井との運営方針の違いなどから、同会館から離脱して、財団法人極真奨学会国際空手道連盟極真会館浜井派を新たに設立し、自ら代表に就任。翌年4月に、財団法人極真奨学会理事に就任した。
2014年4月、公益法人制度改革に伴い、財団法人極真奨学会は一般財団法人として登記が完了。2017年5月、一般財団法人極真奨学会の第1回理事会を開催した。

## 役員
- 代表理事　梅田嘉明
- 理事　　　　盧山初雄
- 理事　　　　菅川健二
- 理事　　　　岡崎寛人